# Либијско море
Либијско море (грчки, Λιβυκό Πέλαγος, Livykó Pélagos, арапски, البحر الليبي) је део Средоземног мора између либијске обалe и делте Нила у  северној Африци на југу и грчких острва Китера, Крит и Карпатос на северу. Западна граница овог мора је нејасна и обично се наводи Тунис, а као источна граница наводи се Левантско море.
Комуницира са Јонским морем, на северозападу, Критским морем, на северу,  Егејским морем, на североистоку и Левантским морем на истоку.

## Употреба назива
Назив Либијског море данас се користи јако ретко углавном неформално, и као такво оно није уписано у многим картама. На пример Међународна хидрографска организација не признаје такво море на Медитерану.
Међутим постоје извори о коришћењу овог назива још из давних времена, од стране древних картографа и навигатора, као што су били:
- Полибије — 3. век пре нове ере,
- Страбо — 1. век пре нове ере,
- Плутарх — 1. век пре нове ере.
- Који су у најширем смислу, целокупно Средоземно море на обали Северне Африке,  у ужем смислу смислу, сматрали море од западних граница Египта до западних граница древне Либије, и до залива Сидра до јужне обале Крита, а у ширем смислу, Либијско море је укључивало тзв Афричко море (латински,  Africum mare, Mare Africanum),  или подручје од Залива е Сирта до ушћа реке  Oued el-Kebir у данашњем Алжиру,[4] или, према другим изворима, само подручје до источне обале данашњег Туниса.[5][6]

## Географија
Либијско море као део Средоземног мора налази се северно од афричке обале древне Либије (обала данашње источне Либије и западног Египта, између Тобрука и Александрије) и јужне обале Крита.
Како не  постоје јасно дефиниције граница Либијског мора, обично се узимају јасно дефинисане границе  Јонског, Егејског, Критског и Левантског мора.

### Острва
Либијског море је насупрот суседног Егејског мора (прекривеног острвима), по мишљењу помораца отворено море, јер има само неколико малих острва. Сва острва у Либијском мору могу се поделити на: острва у грчким територијалним водама  и острва у либијским територијалним водама.
Острва у грчким територијалним водама
Међу острвима  дуж јужне обале Крита спадају: 
- Гавдос, које је највећи од њих и једино стално насељени острво на око 30 километара јужно од обале Крита. Ово острво се сматра и крајњом јужном тачком Европе,
- Гавдопоулос (уточиште морске птице ),
- Куфониси,
- Паксимадја,
- Криси,

Острва у либијским територијалним водама
Ова острва су дуж либијске обале и има их неколико, мада се она обично сматрају деловима залива Габес и Сидра.

### Клима
На прострима Либијскоg морa лети преовлађују континенталне ваздушне масе које стижу с југа, из северне Африке, или са севера, са прегрејане копнене масе источне Европе. Зими преовлађују океанске ваздушне масе које доносе циклони с Атлантика.
Климу карактеришу жарка, сува лета (средње јулске температуре износе од 19 °C до 30 °C) и благе, влажне зиме (средње јануарске температуре износе од 2 °C до 12 °C). Пролеће наступа рано, док је јесен дуга и топла. Снег ретко пада и обично се задржава неколико дана само у северном ободу области.
Климу овог подручја одликује велики број ведрих дана у години.
Либијско море је хладније од остатка источног Медитерана, посебно у делу јужне обале Крита, због дубоког морског дна и јаких струја.

### Градови
Најважнији град који се купа у овом мору је Бенгази у Либији, а потом следе Иерапетра и војна база Тимпаки, на обали Крита.

### Фауна
Либијско море је богато и важно уточиште неких врста риба попут плавооке туне, за коју се верује да је последња популација младе туне. Такође је важно станиште за полагање јаја морских корњача.

## Галерија
- Плажа Превали (Крит) на ушћу реке Курталиотис у Либијско море
- Панорама Либијског мора
- Поглед на Паксимаду мало ненасељено острво са североисточне обале Крита